# Вајт Сити (Јута)
Вајт Сити (енгл. White City) насељено је место без административног статуса у америчкој савезној држави Јута.

## Демографија
По попису из 2010. године број становника је 5.407, што је 581 (-9,7%) становника мање него 2000. године.
| Група             | 2000.         | 2010.         |
| Белци             | 5.302 (88,5%) | 4.595 (85,0%) |
| Афроамериканци    | 28 (0,5%)     | 29 (0,5%)     |
| Азијати           | 49 (0,8%)     | 75 (1,4%)     |
| Хиспаноамериканци | 440 (7,3%)    | 551 (10,2%)   |
| Укупно            | 5.988         | 5.407         |